# Borghetto Lodigiano
Borghetto Lodigiano is een gemeente in de Italiaanse provincie Lodi (regio Lombardije) en telt 3916 inwoners (31-12-2004). De oppervlakte bedraagt 23,6 km², de bevolkingsdichtheid is 155 inwoners per km².
De volgende frazioni maken deel uit van de gemeente: Casoni, Fornaci, Panigada, Pantiara, Propio e Vigarolo.

## Demografie
Borghetto Lodigiano telt ongeveer 1555 huishoudens. Het aantal inwoners steeg in de periode 1991-2001 met 8,7% volgens cijfers uit de tienjaarlijkse volkstellingen van ISTAT.
| Jaar | Inwoneraantal |
| ---- | ------------- |
| 1991 | 3440          |
| 2001 | 3740          |

## Geografie
De gemeente ligt op ongeveer 68 m boven zeeniveau.
Borghetto Lodigiano grenst aan de volgende gemeenten: Ossago Lodigiano, Villanova del Sillaro, Brembio, Graffignana, Livraga, San Colombano al Lambro (MI).